# Staffelfelden
Staffelfelden är en kommun i departementet Haut-Rhin i regionen Grand Est (tidigare regionen Alsace) i nordöstra Frankrike. Kommunen ligger i kantonen Cernay som tillhör arrondissementet Thann. År 2022 hade Staffelfelden 4 070 invånare.

## Befolkningsutveckling
Antalet invånare i kommunen Staffelfelden
| Referens: INSEE |